# Glenn Poshard
Glenn Poshard (Herald, 30 ottobre 1945) è un politico statunitense, membro della Camera dei Rappresentanti per lo stato dell'Illinois dal 1989 al 1999.

## Biografia
Dopo il college Poshard lavorò nell'ambito scolastico e successivamente entrò in politica con il Partito Democratico, venendo eletto all'interno della legislatura statale dell'Illinois.
Nel 1988 si candidò alla Camera dei Rappresentanti e riuscì ad essere eletto. Nel 1990 ottenne un secondo mandato e nel 1992 il suo distretto congressuale venne unito a quello di un altro deputato, Terry L. Bruce. I due colleghi si scontrarono nelle primarie democratiche e Poshard riuscì a prevalere, per poi vincere anche le elezioni generali.
Negli anni successivi ottenne altri due mandati, finché nel 1998 decise di lasciare il Congresso per candidarsi alla carica di governatore dell'Illinois. In questa occasione si scontrò con l'avversario repubblicano George Ryan; la competizione fu piuttosto singolare in quanto Poshard era un democratico molto centrista e Ryan era un repubblicano moderato, tanto che Poshard ottenne l'appoggio di alcuni politici conservatori che lo preferirono a Ryan. Ciononostante Poshard non conquistò il sostegno dei democratici liberali e finì per essere sconfitto da Ryan.
Dopo aver lasciato la politica, Poshard fondò insieme a sua moglie Jo la Poshard Foundation for Abused Children, un'organizzazione di tutela per i bambini vittime di abusi. Inoltre tornò a lavorare all'interno del sistema scolastico dell'Illinois.